# Візнюра Микола
Мико́ла Візню́ра (27 лютого 1897, с. Великі Чорнокінці, Чортківський район, Тернопільська область — 6 квітня 1982, с. Торгілд, Альберта, Канада) — український громадський діяч, фермер, хорунжий УГА.

## Життєпис
Народився у селі Великі Чорнокінці на Галичині 27 лютого 1897 року. Навчався у Тернопільській гімназії та Львівській політехніці. З 1918 року вступив добровольцем до Української Галицької Армії у званні хорунжого. 
У 1926 році емігрував до Канади де два роки працював у м. Егрімонт у провінції Альберта. Купивши землю, поселився на фермі недалеко від оселі Торгілд, Альберта. Голова шкільної ради у 1945 році, активний в українських громадських організаціях. Автор спогадів.
Помер в Торгілд, Альберта 6 квітня 1982 року. Похований на цвинтарі Св. Михайла у місті Едмонтон.